# Feria taurina

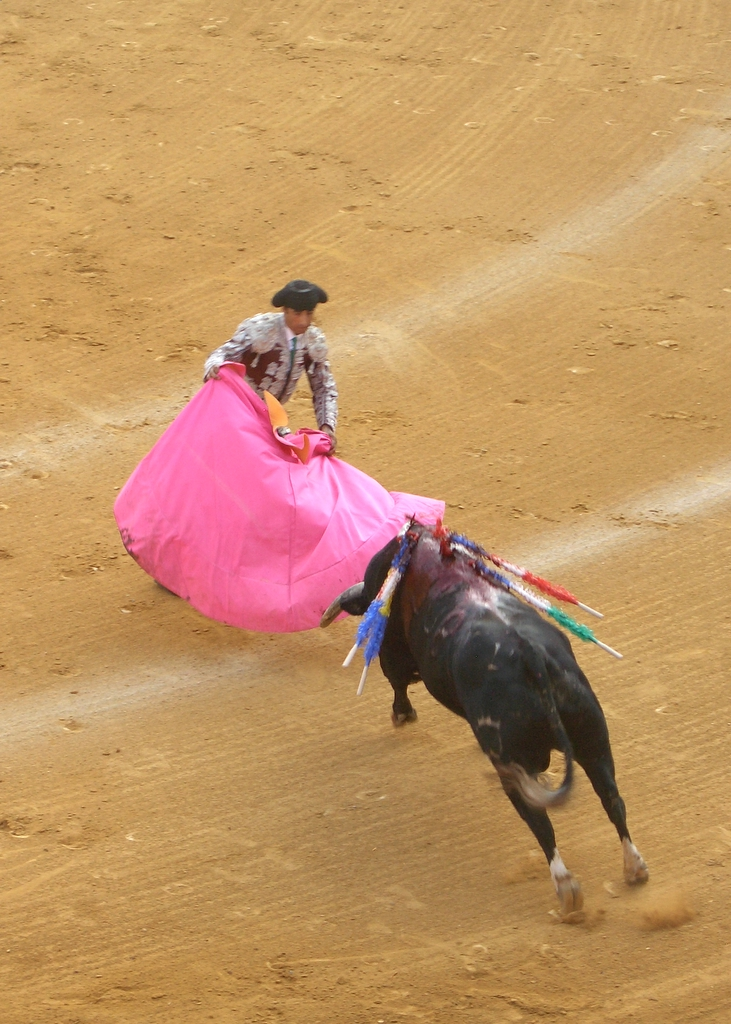
Corrida de toros de la Feria de Málaga (España) de 2006.

Se denomina feria taurina a los ciclos en los que se celebran festejos taurinos que habitualmente tienen lugar con motivo de las fiestas locales o patronales que se celebran en diversos países de Hispanoamérica y en España, Portugal u Occitania (al sur de Francia), entre otros. Los festejos que pueden comprender las ferias taurinas engloban los encierros y otras manifestaciones taurinas populares como las corridas de toros, de rejoneo las novilladas, los festivales taurinos, concursos de recortes, Bous al Carrer etc. 

## El origen de la Feria taurina
La feria taurina tuvo su origen en las fiestas que se celebraran con motivo de las ferias o mercados de ganado en las que se realizaba la compra-venta de los mismos. Estas ferias tuvieron un carácter de mayor importancia frente a los mercados locales tradicionales. Este tipo de mercados tuvieron un papel importante en las sociedades y culturas locales al suponer un motor económico para las regiones desde sus orígenes, Alfonso X de Castilla a través de Fuero Real, Espéculo y Las Siete Partidas realizó un ordenamiento jurídico ente los que se incluyeron los principios para regular los mercados diferenciados de otras transacciones comerciales. Destacó la importancia y prosperidad del mercado de la Corona de Castilla a finales de la Edad Media, dotado con legislación y fiscalidad propia mediante los portazgos.
El 5 de agosto de 1284 el rey Sancho IV concedió al Concejo de Córdoba el privilegio de realizar dos ferias de ganado al año con duración de quince días, la primera de ellas se fijó para celebrarse el día de Cincuesma o Pentecostés –desaparecida– y la segunda se fijó su inicio el primer día de Cuaresma. Estas ferias fueron validadas por los Reyes Católicos en 1492 y más tarde en 1564 fueron confirmadas por el rey Felipe II. Desde el siglo XIV se tiene constancia de las ferias de ganado junto con corridas de toros realizadas en Pamplona, si bien la feria tuvo lugar en fecha diferente a la fiesta religiosa que incluía festejos taurinos, a partir del 10 de octubre de 1591 la fiesta en honor al patrón pamplonica fue trasladada al día 7 julio por cuestiones climatológicas, de forma que ambos actos, feria ganadera y ferias patronales se empezaron a realizar juntas.
En el periodo contemporáneo los mercados tuvieron un papel importante en el entorno rural, donde adquirieron características propias según el tipo de ganado asociados a las tradiciones festivas propias de cada región, actividad que aportó importantes recursos económicos tanto a las familias como  al entorno local.

## Ferias taurinas
Asociada a la feria taurina de Pamplona, los encierros surgieron en el siglo XVI con motivo del traslado del ganado desde los corrales del Baluarte de la Rochapea hasta la plaza toros situada en entonces la plaza del Castillo con motivo de las fiestas taurinas. La conocida como Feria Taurina de San Fermín se celebró hasta 1843 en la Plaza del Castillo en que se inaugaró la Plaza de Toros en 1853, ante la necesidad de ampliar la zona urbana y a consecuencia de un incendio que dañó la plaza original en 1921 se decidió construir la actual Plaza Monumental, para costear los gastos de construcción la Casa de la Misericordia se hizo con la propiedad del terreno de construcción de la misma a través de la emisión de obligaciones. A partir de 1922 fue la propia Casa de la Misericordia quien gestionó la organización de las corridas de toros y quien en 1959 creó la Feria del Toro en sustitución de la tradicional Feria Taurina de San Fermín.
La Feria de Abril de Sevilla se estableció en 1846 para celebrar una feria anual de compra y venta de ganado. Creada por José María Ibarra y Narciso Bonaplata, tuvo en sus inicios una duración de tres días. El proyecto fue aprobado por Isabel II y el 18 de abril de 1847 se inauguró la primera feria en el Prado de San Sebastián.
La Feria de San Isidro que se celebra en Madrid tiene su origen en la idea del torero José Gómez Ortega, el Gallo de acercar las corridas de toros a todos los estratos de la sociedad madrileña. Con este pensamiento, el Gallo contactó con José Espeliú, arquitecto y amigo del torero y ambos buscaron el apoyo financiero de algunos aficionados y empresarios. Obtenido el permiso de la Diputación de Madrid, se pusieron en marcha las obras de la nueva plaza de toros.
Con motivo de la festividad de San José en  el siglo XIX, en 1899 concretamente, se realizaron corridas de toros en los barrios de Valencia, sin que estos tuviesen en ese momento relación con la feria posterior de San José. También con motivo de esta fiesta se lidiaron reses el 19 de marzo de 1910 en la que torearon Rafael el Gallo y José Claro Pepete III en un mano a mano reses de Concha y Sierra; existía sin embargo la Feria de Julio que ya tenía cierta importancia dentro del circuito taurino.  Otros festejos en la festividad de San José fueron los que se celebraron en 1921 donde se anunciaron toros de la ganadería del marqués de Guadalest lidiados por los espada Julián Saiz Saleri II, Manuel Jiménez Chicuelo y Manuel Granero, fue en este periodo (1921 y 1922) en el que se sentaron las bases para lo que sería la feria de San José años después, aprovechando la fama adquirida por Manuel Granero pero, al fallecer el 7 de septiembre de 1922 el proyecto de crear una feria taurina quedó suspendido hasta el impulso que le dio el torero Vicente Barrera Cambra unos añpos después. Vicente Barrera aclamado por la afición valenciana, fue con quien se anunció la primera edición oficial de la Feria de San José en el año 1929, y se publicó en los carteles taurinos como «...grandes corridas de toros con motivo de las Fiestas de San José.»
El 17 de septiembre de 1954 se celebra en Ronda la primera corrida goyesca con motivo del segundo centenario del nacimiento del torero Pedro Romero, al estilo de la celebrada en la plaza de toros de Zaragoza en 1927.  El cartel taurino inaugural se compuso por Antonio Bienvenida, César Girón y Cayetano Ordóñez que para la ocasión se vistieron al estilo del siglo XVIII en honor al torero rondeño.

## Ferias más destacadas
La temporada de ferias taurinas en España empieza con la Feria de Valdemorillo, en honor a san Blas y la Candelaria a principios de febrero.
En total se celebran más de setenta ferias taurinas en España. Las ferias más importantes de la temporada española son la de San José en Valencia, coincide con las fiestas de Fallas en marzo; la feria taurina de Abril en Sevilla, quince días después de Semana Santa. La feria de San Isidro en Madrid fue declarada fiesta e interés general para la ciudad en el año 2016, comprende corridas de toros, novilladas y corridas de rejoneo, que se realizan a lo largo del mes de mayo e inicios de junio. La feria del toro de Pamplona en junio; la de Semana Grande de Bilbao y las que cierran la temporada de grandes ferias, la Feria de Otoño en Madrid y la Feria del Pilar en Zaragoza que se celebra en octubre.